# 瘤果槲寄生
瘤果槲寄生（学名：Viscum ovalifolium）为桑寄生科槲寄生属的植物。分布于老挝、印度尼西亚、泰国、缅甸、马来西亚、菲律宾、越南、柬埔寨、印度以及中国大陆的云南、广西、广东等地，生长于海拔10米至1,100米的地区，常生于山坡、海岸红树林中、常绿阔叶林中、疏林中、盆地、芸香科树上、平原及亚热带雨林中，目前尚未由人工引种栽培。

## 别名
柚寄生（广西梧州） 柚树寄生（生草药性备要）

## 异名
- Viscum orientale auct. non Willd.